# Thamithericles menieri
Thamithericles menieri är en insektsart som beskrevs av Marius Descamps 1979. Thamithericles menieri ingår i släktet Thamithericles och familjen Thericleidae. Inga underarter finns listade i Catalogue of Life.